# 이끼도롱뇽
이끼도롱뇽(영어: Korean crevice salamander, 학명: Karsenia koreana 카르세니아 코레아나[*])은 미주도롱뇽과에 속하는 양서류로, 그 가운데서도 아시아 대륙에서 유일하게 대한민국에 서식하는 종이다. 미주도롱뇽은 원래 북아메리카나 유럽의 일부 지역에서 살았으나 2005년 대전의 장태산에서 발견된 이후에 아시아에서 서식한 것으로 밝혀졌다. 이 종은 다른 속에 속하기 때문에 대륙이동과 생물 이동을 알려 주는 중요한 동물이다. 이로 보아 아시아와 북아메리카에도 미주도롱뇽이 살았을 것으로 추정되나 자세한 것은 알 수 없고 중국이나 일본에도 서식가능성이 있다.
현재 한반도내에서는 광양, 구례, 정읍, 공주, 청주, 충주, 대전, 보은, 문경, 영동, 제천, 삼척, 태백, 평창, 정선, 합천, 함양 등등 넓은 지역에 서식하고 있는 것으로 알려져있으며, 그외 민간인통제구역인 강원도 고성의 향로봉에서도 발견된 기록이 있다.
몸길이는 4cm 안팎이며 등에 누런 갈색이나 붉은색 줄무늬가 나 있고, 이끼가 많은 산간 지역에 주로 서식한다. 이 도롱뇽은 허파호흡을 하는 것과 달리, 허파가 없고 피부호흡을 하는 것이 가장 큰 특징이다.

## 충청남도 야생생물보호종 지정
2017년 6월 30일 충청남도지사가 「야생생물 보호 및 관리에 관한 법률 제26조」 및 「충청남도 야생생물보호 조례 제3조」에 따라 우리 도내에 서식하고 있는 야생생물 중 보호가치가 큰 종에 대하여「충청남도 야생생물 보호종」으로 지정 고시하였다.

### 지정사유
아시아에서 한반도에서만 서식하는 신종으로 충청남도에서는 논산 대둔산, 향적산, 공주 계룡산 계곡 습지에 서식하여 산지 및 관광개발 등으로 인한 서식지 파괴로 개체군의 피해가 우려되는 종으로 지속적인 모니터링 및 보호대책이 필요하다.

### 특징
전체 길이는 6~10cm이고 주둥이부터 총 배설강까지 길이는 3~5cm다. 등면은 갈색, 적갈색 또는 암갈색이고 황갈색 또는 황색 작은 반점이 산재하거나 척추를 따라 꼬리까지 줄무늬로 나타난다.
머리는 뾰족하고 눈은 작다. 양쪽 콧구멍과 주둥이 끝 부분 사이에 작은 홈이 있다. 몸통 측면에 늑골주름이 14~15개 있다.
몸통 길이에 비해 다리는 짧은 편이고 앞발가락은 4개, 뒷발가락은 5개다. 발가락 사이에 작은 물갈퀴가 있다. 꼬리는 원통형으로 끝으로 갈수록 가늘어진다. 폐가 발달하지 않아 피부로 호흡한다.

### 생태
4월부터 활동하고 10월 뒤부터는 잘 관찰되지 않는다. 낮보다 밤에 활동하는 것으로 추정된다. 개미, 딱정벌레 같은 곤충류를 주로 잡아먹는데, 특히 개미가 전체 먹이 가운데 72%를 차지하는 것으로 알려졌다(주, 2009). 짝짓기, 산란, 구애행동을 포함한 번식생태를 비롯해 일반적인 생활사는 잘 알려지지 않았다.
북미와 유럽의 일부지역에 서식하고 있는 미주도롱뇽과의 다른 종들은 체내수정을 하고 물 또는 습기가 많은 나무그루터기, 땅 속, 낙엽 아래에 알을 낳는것으로 알려져 있다.(Halliday and Adler, 2004)